# Karpaltunnelsyndrom
Carpal tunnel syndrom er en tilstand, hvor senerne i håndledsregionen er hævede og kan trykke nerver og give smerter i håndled og fingre.
Tarsal tunnel syndrom er det samme som Karpaltunnelsyndrom, men i stedet med gener i nerverne i fødderne.
1. ↑  Navnet er anført på svensk og stammer fra Wikidata hvor navnet endnu ikke findes på dansk.